# 尤比列伊諾耶湖
55°39′24″N 39°51′21″W / 55.65667°N 39.85583°W
尤比列伊諾耶湖（俄语：Юбилейное），是俄羅斯的湖泊，位於該國西部，由莫斯科州負責管轄，長0.6公里、寬0.2公里，面積0.12平方公里，海拔高度110米，最大水深6米。